# Enrico Toti (okręt)
„Enrico Toti” – nazwa noszona na przestrzeni dziejów przez okręty Regia Marina i Marina Militare, nadawana na cześć włoskiego bohatera narodowego Enrico Totiego:
- „Enrico Toti” – okręt podwodny typu Balilla z okresu międzywojennego i II wojny światowej[1]
- „Enrico Toti” (S506)(inne języki) – okręt podwodny typu Enrico Toti(inne języki) z lat 60. XX wieku[2]